# Polonia en los Juegos Olímpicos de Grenoble 1968
Polonia estuvo representada en los Juegos Olímpicos de Grenoble 1968 por un total de 31 deportistas que compitieron en 7 deportes.  
El portador de la bandera en la ceremonia de apertura fue el biatleta Stanisław Szczepaniak. El equipo olímpico polaco no obtuvo ninguna medalla en estos Juegos.